# Thesium magnifructum
Thesium magnifructum là một loài thực vật có hoa trong họ Santalaceae. Loài này được Hilliard miêu tả khoa học đầu tiên năm 1991.